# Gérard Grisey
Œuvres principales
- Les Espaces acoustiques,
- Talea,
- L'Icône paradoxale,
- Vortex Temporum,
- Quatre chants pour franchir le seuil

Gérard Grisey, né le 17 juin 1946 à Belfort et mort le 11 novembre 1998 au Kremlin-Bicêtre, est un compositeur français.

## Biographie
Gérard Grisey commence son apprentissage musical en étudiant l'accordéon à Belfort avec Ido Valli, il deviendra lauréat du concours mondial de Toronto organisé par la marque d'accordéons Hohner dont le siège est à Trossingen.
Il étudie successivement au conservatoire Hohner de Trossingen en Allemagne (1963-1965), au Conservatoire de Paris (1965-1972), où il suit notamment les cours de composition d'Olivier Messiaen (1968-1972). Parallèlement, il étudie avec Henri Dutilleux à l'École normale de musique de Paris (1968) et assiste aux séminaires de Karlheinz Stockhausen, György Ligeti et Iannis Xenakis à Darmstadt (1972). Enfin, il s'initie à l'électroacoustique avec Jean-Étienne Marie (1969) et à l'acoustique avec Émile Leipp à la faculté des sciences de Jussieu (1974).
Pensionnaire de la villa Médicis à Rome de 1972 à 1974, il rencontre le poète Christian Gabrielle Guez Ricord, découvre la musique de Giacinto Scelsi et suit les séminaires de György Ligeti et de Karlheinz Stockhausen. Il participe à la création de l'ensemble l'Itinéraire en 1973. En 1980, il est stagiaire à l'IRCAM puis il est invité par le DAAD à Berlin où il rencontre Gérard Zinsstag (également invité par le DAAD) avec qui il se lie d'amitié.
Gérard Grisey a tenu de nombreux séminaires de composition musicale à Darmstadt, à Fribourg, à l'Ircam, à la Scuola Civica de Milan ainsi que dans diverses universités américaines.
De 1982 à 1986, il enseigne à l'université de Californie à Berkeley. De 1986 à sa mort, le 11 novembre 1998, il est professeur de composition au conservatoire national supérieur de musique de Paris (entre autres étudiants : Magnus Lindberg, Régis Campo, Éric Tanguy, François Paris, Jean-Luc Hervé, Brice Pauset, Xu Yi, Masakazu Natsuda, Fabien Lévy, Petar Klanac, Franck Bedrossian, Ramon Lazkano, Mark Andre, Atli Ingólfsson, Benjamin de la Fuente, Chengbi An, etc.)
Ses œuvres ont été commandées par différentes institutions internationales. On les trouve au programme des festivals, des radios et des plus célèbres formations instrumentales tant en Europe qu'aux États-Unis.
Il meurt le 11 novembre 1998 d’une rupture d’anévrisme.

## Œuvres
- Passacaille, pour accordéon (1966)
- Échanges, pour piano préparé (1 pianiste pour le clavier et 1 pianiste dans les cordes) et contrebasse (1968)
- Mégalithes, pour quinze cuivres (1969)
- Charme, pour clarinette seule (1969)
- Perichoresis, pour 3 groupes instrumentaux (1969–1970)
- Initiation, pour voix de baryton, trombone et contrebasse (1970)
- Vagues, chemins, le souffle, pour grand orchestre avec clarinette solo (1970–72)
- D'eau et de pierre, pour 2 groupes instrumentaux (1972)
- Dérives, pour 2 groupes d'orchestre (1973–74)
- Les Espaces acoustiques 
  - II – Périodes, pour flute, clarinette, trombone, violon, alto, violoncelle, et contrebasse (1974)
  - III – Partiels, pour 18 musiciens (1975)
  - I – Prologue, pour alto et live electronics optionnelle (1976)
  - IV – Modulations, pour 33 musiciens (1976–77)
  - V – Transitoires, pour grand orchestre (1980)
  - VI – Épilogue, pour quatre cors solo et grand orchestre (1985)
- Manifestations, pour petit orchestre de débutants (1976)
- Sortie vers la lumière du jour, pour orgue électrique et 14 musiciens (1978)
- Jour, contre-jour, pour orgue électrique, 13 musiciens, et bande (1978–79)
- Tempus ex machina, pour six percussionnistes (1979)
- Solo pour deux, pour clarinette en sib et trombone (1981)
- Anubis-Nout, pour clarinette contrebasse en si (1983)
- Les Chants de l'amour, pour douze voix mixtes et bande (1982–1984)
- Talea, pour flûte, clarinette, violon, violoncelle et piano (1986)
- Accords perdus: Cinq miniatures, pour deux cors en fa (1989)
- Le Temps et l'écume, pour quatre percussionnistes, deux synthétiseurs et orchestre de chambre (1988–89)
- Le Noir de l'étoile, pour six percussionnistes, bande et retransmission in situ(de signaux astronomiques1989–90)
- Anubis et Nout, pour saxophone basse en si  ou saxophone baryton en mi  (1990)
- L'icône paradoxale (Hommage à Piero della Francesca), pour deux voix de femmes et grand orchestre divisé en deux groupes (1992–94)
- Stèle, pour deux percussionnistes (1995)
- Vortex temporum, for piano, flûte (do, piccolo et basse), clarinette (si, la et basse en si), violon, alto et violoncelle (1994–96)
- Quatre chants pour franchir le seuil, pour soprano et quinze instruments (1997–98)

On peut dire qu'avec Partiels, Grisey jette en France les bases de ce que son ami Tristan Murail et lui-même appelleront quelques années plus tard l'écriture spectrale. Les premiers compositeurs à avoir adopté des procédés spectraux sont les Roumains Iancu Dumitrescu et Horațiu Rădulescu. Cette nouvelle technique est le résultat d'une synergie entre l'influence artistique de Giacinto Scelsi et les travaux d'acoustique musicale menés notamment par Émile Leipp à la faculté de Jussieu. Cette toute nouvelle façon d'écrire de la musique, reléguée au rang de curiosité au départ, est aujourd'hui très influente parmi les jeunes compositeurs du XXIe siècle.

## Publication
- Écrits ou l’invention de la musique spectrale (édition réalisée par Guy Lelong avec la collaboration d'Anne-Marie Réby), Éditions MF, coll. « Répercussions », Paris, 2008, 388 p.  (ISBN 978-2-915794-31-1) ; rééd. 2019